# Tarentola ephippiata
Tarentola ephippiata är en ödleart som beskrevs av  O’shaughnessy 1875. Tarentola ephippiata ingår i släktet Tarentola och familjen geckoödlor.

## Underarter
Arten delas in i följande underarter:
- T. e. hoggarensis
- T. e. nikolausi
- T. e. senegambiae
- T. e. ephippiata